# هوجو توکیکو
هوجو توکیکو (به ژاپنی: 北条 時子 ほうじょう ときこ); تاریخ تولد و مرگ نامشخص، دختر هوجو توکیماسا نخستین شیکن در شوگون‌سالاری کاماکورا و همسر آشیکاگا یوشیکانه بنیانگذار خاندان آشیکاگا و خواهر زن میناموتونو یوری‌تومو اهل ژاپن بود. اگرچه مادرش ناشناخته است، اما تصور می‌شود که او خواهر هوجو ماساکو و از یک مادر باشد.